# Гофф, Криста
Криста Гофф (англ. Krista A. Goff) — американский историк, специалист по советской и постсоветской истории, советской национальной политике и истории Кавказа в 20 веке. Доктор философии, профессор истории в Университете Майами. Лауреат премий Дэна Дэвида (2023) и Ротшильда (2021). Содиректор программы российских, восточноевропейских и евразийских исследований (REEES) Говардского университета.
Окончила бакалавриат колледжа Макалестера и магистратуру Брауновского университета. Получила степень доктора философии в Мичиганском университете, на кафедре истории. Также училась в университетах Санкт-Петербурга, Иркутска и Баку.
Соредактор журнала «Критика».
Автор книги (это её первая монография) «Встроенные национализмы: создание и переделка наций на территории Советского Кавказа» (англ. Nested Nationalism: Making and Unmaking Nations in the Soviet Caucasus) (Cornell University Press, 2021) {Рец.: ,  (Vicken Cheterian), , }, отмеченной премией Ротшильда (2021), Reginald Zelnik Book Prize in History (2021) и Baker-Burton Award.
Соредактор издания «Empire and Belonging in the Eurasian Borderlands» (Cornell University Press, 2019).